# Elektriciteitscentrale Nováky
Elektriciteitscentrale Nováky is een thermische centrale te Nováky, Slowakije. De 300m hoge schoorsteen werd in 1976 gebouwd.